# The Eternal Afflict

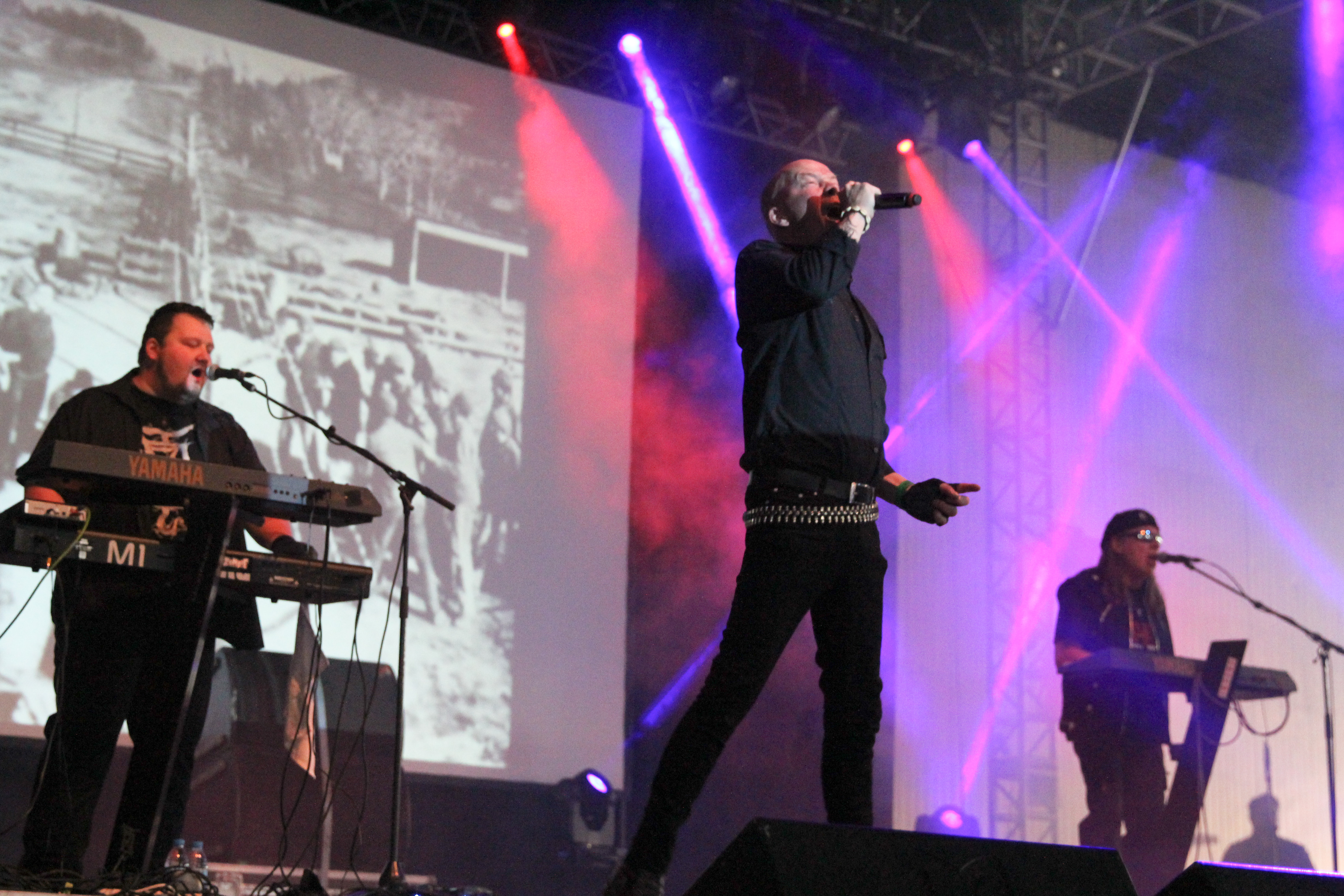
The Eternal Afflict in 2014

The Eternal Afflict is een Duitse gothic-band uit het electro- en wavegenre, die in 1989 te Essen gesticht werd.

## Geschiedenis
The Eternal Afflict heeft twee kernleden en een producer, te weten respectievelijk André Kampmann (alias Cyan) als zanger, Markus Borowski (alias Mark) als toetsenist, en Winus Riliger. Daarnaast heeft in de loop der jaren een grote hoeveelheid gastmuzikanten de groep vergezeld; de bekendste van hen is Sara Noxx.
Markus Borowski had in 1989 het project Romantic Affliction gesticht, en was naar een zanger op zoek; André Kampmann nam deze taak op zich, en tezamen brachten ze drie democassettes uit. In 1990 wijzigden ze hun naam in The Eternal Afflict. Hun eerste cd, Atroci(-me)ty, bevatte het bekende nummer 'San Diego', dat steeds hun populairste is gebleven. De stijl van de groep was in die periode naar de darkwave georiënteerd; Cyan en Mark hadden grote belangstelling voor het werk van bands als The Virgin Prunes, Bauhaus en Christian Death.
In 1994, tijdens het werk aan het album War, kregen ze ernstige meningsverschillen. The Eternal Afflict splitte, en Mark en Cyan gingen huns weegs, nog sporadisch collaborerend in projecten zoals Cyan Kills E.Coli en Inside. Een compilatie-cd van The Eternal Afflict, Nothing Meant Forever, verscheen in 1998; in dat jaar gaf de band eveneens een reünieconcert in Glachau.
Tot de hereniging van de groep namen ze in 2001 het besluit; geen van de leden wou The Eternal Afflict voorgoed opgeven. Cyan en Mark namen rustig de tijd om een nieuw album uit te werken; dit werd Katharsis, dat in 2003 uitgegeven werd. Ze gaven enkele concerten in Duitsland en België ten beste, en traden eveneens op het Wave-Gotik-Treffen op. In 2004 werd dan nog de maxi-cd Black Heritage uitgebracht, die evenwel duidelijke invloeden van de rock vertoonde; de meningen onder de fans waren derhalve verdeeld.
In het album Euphoric & Demonic greep The Eternal Afflict ten dele naar de oorspronkelijke wave-sound terug — anderzijds bevat het album evenzeer invloeden van techno. Een nieuwe compilatie,  Re(a)lict Or Requiem, verscheen in 2006 op het label Dark Dimensions.

## Discografie

### AlsRomantic Affliction
- 1989 Swelling Sickness (Compact cassette)
- 1989 ...We Are Holy (cassette)
- 1990 Birth (...A Place Somewhere Else) (cassette)

### AlsThe Eternal Afflict
- 1990 Sexual Decay (cassette)
- 1991 Atroci(-me)ty (lp / cd)
- 1992 (Luminographic) Agony (ep)
- 1992 Trauma Rouge (lp / cd)
- 1993 In Times Like These... (cassette)
- 1993 Jahweh Koresh
- 1994 Childhood
- 1994 War
- 1998 Nothing Meant Forever
- 2003 Godless
- 2003 Katharsis
- 2004 Black Heritage
- 2005 Euphoric & Demonic
- 2006 R(e)alict Or Requiem